# Esferoidização
A esferoidização ou globulização é um tratamento térmico para o aço, que visa aumentar a sua maquinabilidade, conferindo forma esférica aos grãos de cementita que o constituem. É um tipo de tratamento indicado para aços de alto teor de carbono (pois contêm mais cementita).
O tratamento reduz significativamente a dureza de aços de alto teor de carbono, aumentando sua usinabilidade.
Um dos processos para a esferoidização consiste em submeter o material a diversos ciclos de aquecimento e resfriamento entre temperaturas acima e abaixo do limite inferior da zona crítica (mudança de fase perlita ↔ austenita). Outro método consiste no aquecimento do aço a uma temperatura ligeiramente superior à temperatura eutectoide, mantendo-o a essa temperatura durante um longo período de tempo,  arrefecendo-o de seguida. O estágio prolongado a essa temperatura permite esferoidizar as lamelas de cementite por difusão/coalescência, ficando a estrutura constituída por uma matriz de ferrite e partículas esféricas de cementite (esferoidite). Esta estrutura apresenta melhor maquinabilidade do que a estrutura perlítica lamelar.
De uma forma geral, é considerado um tratamento longo e caro.